# Rennie (Australië)
Rennie is een plaats in de Australische deelstaat New South Wales en telt 476 (binnen een straal van 7 km) inwoners (2006).